# Liste des champions du monde poids pailles de boxe anglaise
Liste des champions du monde de boxe poids pailles reconnus par les organisations suivantes :
- La WBA[2] (World Boxing Association), fondée en 1921 et succédant à la NBA (National Boxing Association) en 1962,
- La WBC[3] (World Boxing Council), fondée en 1963,
- L'IBF[4] (International Boxing Federation), fondée en 1983,
- La WBO[5] (World Boxing Organization), fondée en 1988.

Avant 1921, les champions du monde étaient reconnus en tant que tel par le public sans qu’il n’y ait d’organisme particulier pour gérer l’attribution de ce titre.
Mise à jour : 28 juillet 2024
| Gain du titre | Perte du titre           | Champion                | Champion               | Reconnaissance | Défenses |
| --- | ------------------------ | ----------------------- | ---------------------- | -------------- | -------- |
| 14 juin 1987 | 1987                     | Lee Kyung-yun           | Corée du Sud           | IBF            | 0        |
| Lee laisse son titre IBF vacant préférant affronter Hiroki Ioka pour la ceinture WBC. |                          |                         |                        |                |          |
| 18 octobre 1987 | 13 novembre 1988         | Hiroki Ioka             | Japon                  | WBC            | 2        |
| 10 janvier 1988 | 16 avril 1989            | Leo Gamez               | Venezuela              | WBA            | 1        |
| 24 mars 1988 | 17 juin 1989             | Samuth Sithnaruepol     | Thaïlande              | IBF            | 2        |
| 13 novembre 1988 | 12 novembre 1989         | Napa Kiatwanchai        | Thaïlande              | WBC            | 2        |
| 16 avril 1989 | 2 février 1991           | Kim Bong-jun            | Corée du Sud           | WBA            | 5        |
| 17 juin 1989 | 21 septembre 1989        | Nico Thomas             | Indonésie              | IBF            | 0        |
| 30 août 1989 | 1991                     | Rafael Torres           | République dominicaine | WBO            | 1        |
| Torres est destitué par la WBO pour ne pas avoir remis à temps son titre en jeu. |                          |                         |                        |                |          |
| 21 septembre 1989 | 22 février 1990          | Eric Chavez             | Philippines            | IBF            | 0        |
| 12 novembre 1989 | 7 février 1990           | Choi Jum-hwan           | Corée du Sud           | WBC            | 0        |
| 7 février 1990 | 25 octobre 1990          | Hideyuki Ohashi         | Japon                  | WBC            | 1        |
| 22 février 1990 | 6 septembre 1992         | Fahlan Sakkreerin       | Thaïlande              | IBF            | 7        |
| 25 octobre 1990 | 23 août 1997             | Ricardo López           | Mexique                | WBC            | 20       |
| 2 février 1991 | 14 octobre 1992          | Choi Hi-yong            | Corée du Sud           | WBA            | 4        |
| 6 septembre 1992 | 10 décembre 1992         | Manny Melchor           | Philippines            | IBF            | 0        |
| 14 octobre 1992 | 10 février 1993          | Hideyuki Ohashi         | Japon                  | WBA            | 0        |
| 10 décembre 1992 | 27 décembre 1997         | Ratanapol Sor Vorapin   | Thaïlande              | IBF            | 19       |
| 10 février 1993 | 2 décembre 1995          | Chana Porpaoin          | Thaïlande              | WBA            | 8        |
| 15 mai 1993 | 25 octobre 1993          | Paul Weir               | Royaume-Uni            | WBO            | 1        |
| Weir laisse son titre vacant pour affronter Josue Camacho en mi-mouches, ceinture WBO en jeu. |                          |                         |                        |                |          |
| 22 décembre 1993 | 23 août 1997             | Alex Sanchez            | Porto Rico             | WBO            | 6        |
| 2 décembre 1995 | 13 novembre 1998         | Rosendo Alvarez         | Nicaragua              | WBA            | 5        |
| 23 août 1997 | Décembre 1997            | Ricardo López           | Mexique                | WBC & WBO      | 0        |
| Lopez unifie les titres WBC & WBO en battant Alex Sanchez le 23 août 1997 puis laisse le titre WBO vacant. |                          |                         |                        |                |          |
| Décembre 1997 | 7 mars 1998              | Ricardo López           | Mexique                | WBC            | 0        |
| Ricardo Lopez affronte le 7 mars 1998 Rosendo Alvarez pour unifier les titres WBA & WBC. Le combat se termine par un match nul et Lopez laisse son titre WBC vacant.                                                                           |                          |                         |                        |                |          |
| 19 décembre 1997 | 30 mai 1998              | Eric Jamili             | Philippines            | WBO            | 0        |
| 27 décembre 1997 | 2 juin 2000              | Zolani Petelo           | Afrique du Sud         | IBF            | 5        |
| Petelo laisse son titre vacant pour affronter Ricardo Lopez le 29 septembre 2001, titre IBF des mi-mouches en jeu. |                          |                         |                        |                |          |
| 30 mai 1998 | 2001                     | Kermin Guardia          | Colombie               | WBO            | 3        |
| Guardia est destitué par la WBO pour ne pas avoir remis son titre en jeu à temps. Passé dans la catégorie mi-mouches, il devient champion WBO « par intérim » avant d’être battu pour le titre « officiel » par Nelson Dieppa le 20 mars 2004. |                          |                         |                        |                |          |
| 13 novembre 1998 | 1999                     | Ricardo López           | Mexique                | WBA            | 0        |
| Lopez bat lors de leur revanche Rosendo Alvarez le 13 novembre 1998 et remporte le titre WBA, titre qu’il laisse à nouveau rapidement vacant. Le 2 octobre 1999, il bat Will Grigsby et devient champion IBF des mi-mouches.                   |                          |                         |                        |                |          |
| 9 octobre 1999 | 20 août 2000             | Noel Arambulet          | Venezuela              | WBA            | 0        |
| 11 février 2000 | 10 janvier 2004          | Jose Antonio Aguirre    | Mexique                | WBC            | 7        |
| 20 août 2000 | 6 décembre 2000          | Joma Gamboa             | Philippines            | WBA            | 0        |
| 6 décembre 2000 | 16 avril 2001            | Keitaro Hoshino         | Japon                  | WBA            | 0        |
| 16 avril 2001 | 25 août 2001             | Chana Porpaoin          | Thaïlande              | WBA            | 0        |
| 29 avril 2001 | 9 août 2002              | Roberto Carlos Leyva    | Mexique                | IBF            | 1        |
| 25 août 2001 | 19 octobre 2001          | Yutaka Niida            | Japon                  | WBA            | 0        |
| Niida annonce sa retraite et laisse son titre vacant le 19 octobre 2001. Il sera de nouveau sur un ring le 12 juillet 2003 pour tenter de reconquérir sa ceinture face à Noel Arambulet.                                                       |                          |                         |                        |                |          |
| 29 janvier 2002 | 29 juillet 2002          | Keitaro Hoshino         | Japon                  | WBA            | 0        |
| 22 novembre 2002 | 28 mars 2003             | Jorge Mata              | Espagne                | WBO            | 0        |
| 29 juillet 2002 | 3 juillet 2004           | Noel Arambulet          | Venezuela              | WBA            | 2        |
| 9 août 2002 | 31 mai 2003              | Miguel Barrera          | Colombie               | IBF            | 1        |
| 28 mars 2003 | 3 mai 2003               | Eduardo Ray Marquez     | Nicaragua              | WBO            | 0        |
| 3 mai 2003 | Août 2007                | Iván Calderón           | Porto Rico             | WBO            | 11       |
| Calderón laisse son titre vacant et devient champion WBO des mi-mouches en battant le 25 août 2007 Hugo Fidel Cazares. |                          |                         |                        |                |          |
| 31 mai 2003 | 4 octobre 2003           | Edgar Cardenas          | Mexique                | IBF            | 0        |
| 4 octobre 2003 | 14 septembre 2004        | Daniel Reyes            | Colombie               | IBF            | 1        |
| 10 janvier 2004 | 18 décembre 2004         | Eagle Den Junlaphan     | Thaïlande              | WBC            | 1        |
| 3 juillet 2004 | 15 septembre 2008        | Yutaka Niida            | Japon                  | WBA            | 7        |
| 14 septembre 2004 | 7 juillet 2007           | Muhammad Rachman        | Indonésie              | IBF            | 3        |
| 18 décembre 2004 | 4 avril 2005             | Isaac Bustos            | Mexique                | WBC            | 0        |
| 4 avril 2005 | 6 août 2005              | Katsunari Takayama      | Japon                  | WBC            | 0        |
| 6 août 2005 | 29 novembre 2007         | Eagle Den Junlaphan     | Thaïlande              | WBC            | 4        |
| 7 juillet 2007 | 14 juin 2008             | Florante Condes         | Philippines            | IBF            | 0        |
| 30 septembre 2007 | Mars 2011                | Donnie Nietes           | Philippines            | WBO            | 4        |
| Nietes laisse son titre WBO vacant. |                          |                         |                        |                |          |
| 29 novembre 2007 | 11 février 2011          | Oleydong Sithsamerchai  | Thaïlande              | WBC            | 6        |
| 14 juin 2008 | 26 mars 2010             | Raúl García             | Mexique                | IBF            | 3        |
| 15 septembre 2008 | 2010                     | Román González          | Nicaragua              | WBA            | 3        |
| González laisse son titre vacant afin de poursuivre sa carrière dans la catégorie mi-mouches. |                          |                         |                        |                |          |
| 26 mars 2010 | 1er septembre 2012       | Nkosinathi Joyi         | Afrique du Sud         | IBF            | 2        |
| 5 novembre 2010 | 19 avril 2011            | Kwanthai Sithmorseng    | Thaïlande              | WBA            | 0        |
| 11 février 2011 | 20 juin 2012             | Kazuto Ioka             | Japon                  | WBC            | 3        |
| 19 avril 2011 | 30 juillet 2011          | Muhammad Rachman        | Indonésie              | WBA            | 0        |
| 30 avril 2011 | 27 août 2011             | Raúl García             | Mexique                | WBO            | 0        |
| 30 juillet 2011 | 24 octobre 2011          | Pornsawan Porpramook    | Thaïlande              | WBA            | 0        |
| 27 août 2011 | Octobre 2012             | Moisés Fuentes          | Mexique                | WBO            | 2        |
| Fuentes laisse sa ceinture WBO vacante en octobre 2012. |                          |                         |                        |                |          |
| 24 octobre 2011 | 20 juin 2012             | Akira Yaegashi          | Japon                  | WBA            | 0        |
| 20 juin 2012 | Juillet et octobre 2012  | Kazuto Ioka             | Japon                  | WBA & WBC      | 0        |
| Ioka laisse ses titres vacants en juillet (WBC) et octobre (WBA) 2012. |                          |                         |                        |                |          |
| 1er septembre 2012 | 30 mars 2013             | Mario Rodriguez         | Mexique                | IBF            | 0        |
| 24 novembre 2012 | 5 février 2014           | Xiong Zhao Zhong        | Chine                  | WBC            | 2        |
| 31 décembre 2012 | Janvier 2014             | Ryo Miyazaki            | Japon                  | WBA            | 2        |
| Le titre WBA est déclaré vacant. |                          |                         |                        |                |          |
| 30 mars 2013 | 9 août 2014              | Katsunari Takayama      | Japon                  | IBF            | 2        |
| 13 juillet 2013 | 22 mars 2014             | Merlito Sabillo         | Philippines            | WBO            | 1        |
| 5 février 2014 | 6 novembre 2014          | Oswaldo Novoa           | Mexique                | WBC            | 0        |
| 1er mars 2014 | 19 mars 2016             | Hekkie Budler           | Afrique du Sud         | WBA            | 4        |
| 22 mars 2014 | 9 août 2014              | Francisco Rodriguez Jr. | Mexique                | WBO            | 1        |
| 9 août 2014 | Octobre et décembre 2014 | Francisco Rodriguez Jr. | Mexique                | IBF & WBO      | 0        |
| Rodriguez Jr. laisse ses titres vacants en octobre (IBF) et décembre (WBO) 2014. |                          |                         |                        |                |          |
| 6 novembre 2014 | 27 novembre 2020         | Chayaphon Moonsri       | Thaïlande              | WBC            | 11       |
| 31 décembre 2014 | Mars 2015                | Katsunari Takayama      | Japon                  | IBF & WBO      | 0        |
| Takayama laisse sa ceinture WBO vacante en mars 2015. |                          |                         |                        |                |          |
| 31 décembre 2014 | 31 décembre 2015         | Katsunari Takayama      | Japon                  | IBF            | 2        |
| 30 mai 2015 | Avril 2016               | Kosei Tanaka            | Japon                  | WBO            | 1        |
| Tanaka laisse sa ceinture WBO vacante en avril 2016. |                          |                         |                        |                |          |
| 31 décembre 2015 | 23 juillet 2017          | José Argumedo           | Mexique                | IBF            | 3        |
| 19 mars 2016 | 29 juin 2016             | Byron Rojas             | Nicaragua              | WBA            | 0        |
| 29 juin 2016 | En cours                 | Thammanoon Niyomtrong   | Thaïlande              | WBA            |          |
| 20 août 2016 | Avril 2017               | Katsunari Takayama      | Japon                  | WBO            | 0        |
| Takayama laisse sa ceinture WBO vacante en avril 2017. |                          |                         |                        |                |          |
| 23 juillet 2017 | 23 juillet 2018          | Hiroto Kyoguchi         | Japon                  | IBF            | 2        |
| Kyoguchi laisse sa ceinture IBF vacante le 23 juillet 2018 et remporte le titre WBA des poids mi-mouches le 31 décembre suivant. |                          |                         |                        |                |          |
| 27 août 2017 | 13 juillet 2018          | Ryuya Yamanaka          | Japon                  | WBO            | 1        |
| 13 juillet 2018 | 24 août 2019             | Vic Saludar             | Philippines            | WBO            | 1        |
| 1er décembre 2018 | 16 février 2019          | Carlos Licona           | Mexique                | IBF            | 0        |
| 16 février 2019 | 4 juillet 2019           | DeeJay Kriel            | Afrique du Sud         | IBF            | 0        |
| Kriel laisse sa ceinture IBF vacante le 4 juillet 2019. |                          |                         |                        |                |          |
| 24 août 2019 | 14 décembre 2021         | Wilfredo Mendez         | Porto Rico             | WBO            | 2        |
| 7 septembre 2019 | 27 février 2021          | Pedro Taduran           | Philippines            | IBF            | 1        |
| 20 novembre 2020 | 7 octobre 2023           | Panya Pradabsri         | Thaïlande              | WBC            | 4        |
| 27 février 2021 | 1er juillet 2022         | Rene Mark Cuarto        | Philippines            | IBF            | 1        |
| 14 décembre 2021 | 6 janvier 2023           | Masataka Taniguchi      | Japon                  | WBO            | 1        |
| 1er juillet 2022 | 7 octobre 2023           | Daniel Valladares       | Mexique                | IBF            | 0        |
| 6 janvier 2023 | 27 mai 2023              | Melvin Jerusalem        | Philippines            | WBO            | 0        |
| 27 mai 2023 | En cours                 | Oscar Collazo           | États-Unis             | WBO            |          |
| 7 octobre 2023 | 28 juillet 2024          | Ginjiro Shigeoka        | Japon                  | IBF            | 1        |
| 7 octobre 2023 | 31 mars 2024             | Yudai Shigeoka          | Japon                  | WBC            | 0        |
| 31 mars 2024 | En cours                 | Melvin Jerusalem        | Philippines            | WBC            |          |
| 28 juillet 2024 | En cours                 | Pedro Taduran           | Philippines            | IBF            |          |